# Одишария, Лена Ермолаевна
Ле́на Ермола́евна Одиша́рия (1930 год, село Наджаха, Гегечкорский район, ССР Грузия) — колхозница колхоза имени Берия Наджаховского сельсовета Гегечкорского района, Грузинская ССР. Герой Социалистического Труда (1951).

## Биография
Родилась в 1930 году в крестьянской семье в селе Наджаха Гегечкорского района. После окончания местной семилетки в послевоенное время трудилась рядовой колхозницей на чайной плантации в колхозе имени Берия Гегечкорского района. За выдающиеся трудовые достижения была награждена в 1950 году Орденом Трудового Красного Знамени. Её подруга Лена Пинтурия и наставница Анета Кокаия были награждены в этом же году званием Героя Социалистического Труда.
В 1950 году собрала 6158 килограммов сортового зелёного чайного листа на участке площадью 0,5 гектаров. Указом Президиума Верховного Совета СССР от 1 сентября 1951 года удостоена звания Героя Социалистического Труда за «получение в 1950 году высоких урожаев сортового зелёного чайного листа и винограда» с вручением ордена Ленина и золотой медали «Серп и Молот» (№ 6175).
После выхода на пенсию проживала в родном селе Наджаха. С 1987 года — персональный пенсионер союзного значения.
Награды
- Герой Социалистического Труда
- Орден Ленина
- Орден Трудового Красного Знамени (19.07.1950)